# Guildford Dudley
Guildford Dudley (cũng được gọi là Guilford) (k. 1535 – 12 tháng 2 năm 1554) là một nhà quý tộc người Anh kết hôn với Jane Grey, người được tôn thành nữ vương nước Anh từ ngày 10 tháng 7 cho đến ngày 19 tháng 7 năm 1553 sau khi được tuyên bố là người thừa kế của Quốc vương Edward VI của Anh. Guildford Dudley được giáo dục theo chủ nghĩa nhân văn và kết hôn với Jane trong một đám cưới hoành tráng khoảng sáu tuần trước khi nhà vua qua đời. Sau khi cha của Guildford, Công tước xứ Northumberland, sắp xếp việc lên ngôi của Jane, Jane và Guildford dành thời gian cai trị ngắn ngủi của mình tại Tháp Luân Đôn. Họ vẫn ở trong Tháp khi chế độ của họ sụp đổ và ở đó tại các khu khác nhau với tư cách là tù nhân. Họ bị kết án tử hình vì tội phản quốc vào tháng 11 năm 1553. Nữ vương Mary I có ý muốn tha mạng cho họ, nhưng cuộc nổi loạn của Thomas Wyatt Trẻ chống lại kế hoạch kết hôn với Felipe của Tây Ban Nha của Mary đã dẫn đến việc xử tử cặp vợ chồng trẻ, một biện pháp được nhiều người coi là quá khắc nghiệt.

## Gia đình và hôn nhân
Guildford Dudley là con trai áp út còn sống của John Dudley, sau này là Công tước xứ Northumberland và vợ ông, Jane Guildford. Dòng dõi Dudley có nguồn gốc từ một gia đình tên là Sutton. Vào đầu thế kỷ 14, họ trở thành lãnh chúa của Lâu đài Dudley, tước vị mà Guildford được thừa kế từ ông nội Edmund Dudley, ủy viên viện cơ mật của Henry VII của Anh, người bị xử tử vào năm 1510 sau khi Henry VIII của Anh lên ngôi. Thông qua bà nội, Elizabeth Grey, Nam tước Lisle thứ 6, Guildford là hậu duệ của các anh hùng trong Chiến tranh Trăm năm, Richard Beauchamp, Bá tước thứ 13 xứ Warwick và John Talbot, Bá tước thứ 1 xứ Shrewsbury.

Huy hiệu nhà Dudley

13 đứa con nhà Dudley lớn lên trong một gia đình theo đạo Tin lành và được giáo dục theo chủ nghĩa nhân văn. Dưới thời vị vua trẻ Edward VI, cha của Guildford trở thành Chủ tịch Hội đồng và trên thực tế đã cai trị nước Anh từ năm 1550 đến năm 1553. Nhà ghi chép biên niên sử Richard Grafton, người biết ông, đã mô tả Guildford là "một quý ông đẹp trai, đức độ và tốt bụng". Năm 1552, Northumberland cố gắng sắp xếp cuộc hôn nhân giữa Guildford và Margaret Clifford không thành công. Thay vào đó, vào mùa xuân năm 1553, Guildford đính hôn với Jane Grey, mười sáu tuổi. Jane Grey và Margaret Clifford đều là chắt gái của vua Henry VII, nhưng Jane có vị trí cao hơn trong thứ tự kế vị. Vào ngày 25 tháng 5 năm 1553, ba đám cưới được tổ chức tại Durham Place, dinh thự thị trấn của Công tước xứ Northumberland. Guildford kết hôn với Jane; em gái ông là Katherine kết hôn với Henry Hastings, người thừa kế của Bá tước xứ Huntingdon; và em gái của Jane là Katherine kết hôn với Lãnh chúa Herbert, người thừa kế của Bá tước Pembroke Đó là một lễ hội hoành tráng với những cuộc đấu ngựa đấu thương, trò chơi và biểu diễn masque. Đối với trường hợp sau, hai đoàn hát khác nhau đã được thuê, một nam, một nữ. Các đại sứ Venezia và Pháp là khách mời, và có "một số lượng lớn dân thường ... và những người đứng đầu vương quốc". Guildford và một số người khác bị ngộ độc thực phẩm do "một sai lầm của người đầu bếp dùng sai lá".

## Tuyên bố vương quyền

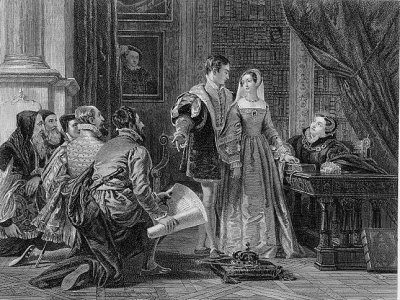
Vương miện được trao cho Lady Jane Grey, như được tưởng tượng vào những năm 1820: Guildford và Jane ở trung tâm

Trong chúc thư kế vị, vua Edward VI đã truyền ngôi cho Jane Grey, cháu ngoại của cô ruột mình là Mary Tudor, bỏ qua những người chị cùng cha khác mẹ của ông, Mary và Elizabeth. Sau cái chết của Edward vào ngày 6 tháng 7 năm 1553, Công tước Northumberland đảm nhận việc thực thi di chúc của Nhà vua. Các sứ giả của Đế quốc La Mã Thần thánh và Pháp tin chắc vào sự thành công của kế hoạch. Jane miễn cưỡng chấp nhận vương miện, bà đã nhượng bộ sau khi bị một nhóm quý tộc khiển trách, trong đó có cả cha mẹ của mình lẫn của chồng, trong khi Guildford tán thành bằng một cách đáng yêu hơn, với "những lời cầu nguyện và vuốt ve". Vào ngày 10 tháng 7, Jane và Guildford đã làm lễ bước vào Tháp Luân Đôn. Tại đó, Guildford muốn được phong làm vua; theo lời kể sau này của chính Jane, bà đã thảo luận rất lâu về vấn đề này với Guildford, người "đồng ý rằng nếu ông ấy được phong làm vua, ông sẽ được tôi phong, theo Đạo luật của Quốc hội". Tuy nhiên, Jane chỉ đồng ý phong ông làm Công tước xứ Clarence; Guildford trả lời rằng ông không muốn trở thành công tước mà là nhà vua. Khi Công tước phu nhân Northumberland nghe được cuộc tranh cãi, bà trở nên tức giận và cấm Guildford ngủ với vợ mình lần nào nữa. Bà cũng ra lệnh cho ông rời khỏi Tháp và về nhà, nhưng Jane nhất quyết yêu cầu ông ở lại triều đình bên cạnh bà.
Theo nhận xét sau đó của các đại sứ Vương thất, các cuộc họp hàng ngày của Hội đồng do Guildford chủ trì, người được cho là cũng đã ăn tối một mình và tự xưng hô theo phong cách vương giả. Antoine de Noailles, đại sứ Pháp, mô tả Guildford là "Vị vua mới". Triều đình ở Brussels cũng tin vào sự tồn tại của Vua Guildford.

## Bị cầm tù
Vào ngày 10 tháng 7, cùng ngày với lời tuyên bố của Jane, một lá thư từ Mary Tudor đã được gửi đến London, nói rằng bà hiện là Nữ vương Anh và yêu cầu Hội đồng phải tuân theo. Mary đang tập hợp những người ủng hộ bà ở Đông Anglia; người ta quyết định ra sân chống lại bà sau một số cuộc thảo luận xem ai sẽ đi, trong đó Jane đảm bảo rằng cha bà sẽ không đi. Công tước xứ Northumberland hành quân đến Cambridge cùng quân đội của mình và trải qua một tuần không có hành động gì cho đến khi ông nghe tin vào ngày 20 tháng 7 rằng Hội đồng ở London đã tuyên bố ủng hộ Mary. Northumberland tự tôn xưng Mary Tudor ở chợ và bị bắt vào sáng hôm sau. Vào ngày 19 tháng 7, vài giờ trước lễ tuyên bố của Nữ vương Mary I ở London, lễ rửa tội cho một trong những đứa con của Quý ông Hưu trí đã diễn ra. Jane đã đồng ý làm mẹ đỡ đầu và mong muốn tên đứa trẻ là Guildford. Giám mục của Winchester, Stephen Gardiner, người đã bị giam trong Tháp trong 5 năm, đã vô cùng xúc phạm trước sự thật này khi nghe về nó.
Nhận thức được sự thay đổi ý định của các đồng nghiệp, cha của Jane, Công tước xứ Suffolk, từ bỏ quyền chỉ huy pháo đài và tôn xưng Mary I trên Tower Hill gần đó. Sau khi ông rời đi, vợ ông được thông báo rằng bà cũng có thể về nhà, trong khi Jane, Guildford và Công tước phu nhân xứ Northumberland không được phép làm vậy. Jane sau đó được chuyển từ căn hộ vương thất đến chỗ ở của Quý Cai ngục và Guildford bị giam trong Tháp Chuông. Ở đó, anh trai của ông Robert, đã sớm được đưa vào. Những người anh em còn lại của ông bị giam trong các tòa tháp khác, cũng như cha ông, khi đó là người nổi bật nhất bị lên đoạn đầu đài; Mary đã sẵn sàng tha mạng cho Jane và Guildford.
Jane và Guildford bị truy tố vào ngày 12 tháng 8, và Jane đã gửi một lá thư giải thích lên Nữ vương, "cầu xin sự tha thứ ... về tội lỗi mà bà ấy bị buộc tội, thông báo cho bệ hạ về sự thật của sự việc." Trong lời kể này, bà tự nhận mình là "người vợ yêu chồng". Vào ngày 13 tháng 11 năm 1553, Jane và Guildford bị xét xử tại Guildhall, cùng với Tổng giám mục Cranmer và các anh trai của Guildford là Ambrose và Henry. Tất cả họ đều bị kết tội phản quốc sau khi nhận tội. Guildford bị kết tội có ý định phế truất Nữ vương Mary I bằng cách gửi quân tới chỗ Công tước xứ Northumberland cũng như tuyên bố và tôn vinh Jane là Nữ vương.

Vào tháng 12, Jane được phép đi lại tự do trong vườn của Nữ vương. Trong khi đó, Robert và Guildford chỉ được ở trong Tháp. Jane và Guildford có thể đã có liên lạc với nhau, và một lúc nào đó Guildford đã viết một lời nhắn cho cha vợ mình trong cuốn sách cầu nguyện của Jane:
Đứa con trai yêu thương và vâng lời của ông cầu chúc cho ngài cuộc sống lâu dài trên thế giới này với nhiều niềm vui và sự thoải mái như tôi từng mong ước cho chính mình và trong thế giới sắp tới niềm vui vĩnh cửu. Con trai khiêm tốn của cha cho đến chết, G. Dudley

## Xử tử
Kế hoạch kết hôn với vua Felipe của Napoli và Sicilia (Felipe II tương lai của Tây Ban Nha) của Nữ vương Mary I đã vấp phải sự phản đối rộng rãi, không chỉ trong dân chúng mà còn giữa các Thành viên Quốc hội và các ủy viên hội đồng cơ mật. Cuộc nổi dậy của Thomas Wyatt vào đầu năm 1554, trong đó Công tước xứ Suffolk tham gia, xuất phát từ vụ này. Những kẻ chủ mưu không có ý định đưa Jane Grey lên ngai vàng một lần nữa. Tuy nhiên, ở đỉnh điểm của cuộc khủng hoảng quân sự vào khoảng ngày 7 tháng 2, chính phủ đã quyết định xử tử Jane và chồng bà vì tội phản quốc mà cả hai đều bị kết tội. Đó cũng là cơ hội để loại bỏ những nguồn cảm hứng có thể gây ra tình trạng bất ổn trong tương lai và những lời nhắc nhở không mong muốn về quá khứ. Mary gặp rắc rối khi để họ hàng mình chết, nhưng bà đã chấp nhận lời khuyên của Hội đồng Cơ mật. Giám mục Gardiner đã thúc giục việc xử tử cặp vợ chồng trẻ trong một bài giảng trước triều đình, và đại sứ Vương thất Simon Renard vui mừng báo cáo rằng "Jane xứ Suffolk và chồng bà sẽ mất đầu."
Một ngày trước khi hành quyết, Guildford yêu cầu Jane gặp mặt lần cuối, nhưng bà từ chối, giải thích rằng điều đó "sẽ chỉ ... làm tăng thêm sự đau khổ và đau đớn của họ, tốt hơn hết là nên hoãn lại ... vì họ sẽ sớm gặp nhau ở nơi khác, và sống bị ràng buộc bởi những mối ràng buộc không thể tách rời." Khoảng 10 giờ sáng ngày 12 tháng 2, Guildford được dẫn đến Tower Hill, nơi có "nhiều ... quý ông" chờ đợi để bắt tay ông. Guildford có một bài phát biểu ngắn trước đám đông đang tụ tập, theo thông lệ. "Không có người cha thánh linh nào ở bên mình", ông đã quỳ gối cầu nguyện và xin mọi người cầu nguyện cho mình, "nhiều lần ngước mắt và đưa tay lên Chúa". Ông bị giết bằng một nhát rìu, sau đó thi thể của ông được chuyển trên một chiếc xe đẩy đến nhà nguyện Tháp St Peter ad Vincula. Nhìn khung cảnh từ cửa sổ, Jane kêu lên: "Ôi, Guildford, Guildford!" Ông được chôn cất trong nhà nguyện cùng với Jane, người cũng chết trong vòng một giờ sau đó.
Các vụ hành quyết không góp phần làm Mary hay chính phủ được lòng dân. Năm tháng sau cái chết của cặp đôi, John Knox, nhà cải cách nổi tiếng người Scotland, đã viết về họ là "những người vô tội ... chẳng hạn như theo luật công bằng và những nhân chứng trung thành không bao giờ có thể được chứng minh là đã xúc phạm chính họ." Về Guildford, nhà ghi chép biên niên sử Grafton đã viết mười năm sau: "ngay cả những người chưa từng nhìn thấy ông ta trước thời điểm hành quyết cũng đã khóc thương cho cái chết của ông."

## Trong văn hóa đại chúng
Guildford Dudley được John Mills thể hiện trong bộ phim Tudor Rose năm 1936, Cary Elwes trong bộ phim Lady Jane năm 1986, và Jacob Avery trong bộ phim truyền hình dài tập năm 2022 Become Elizabeth.